# Helmut Konrad
Helmut Konrad (* 29. Jänner 1948 in Wolfsberg, Kärnten) ist ein österreichischer Historiker.  Er war von 1993 bis 1997 Rektor der Karl-Franzens-Universität Graz und dort Leiter des Instituts für Geschichte.

## Leben
Nach seiner Matura 1966 in Klagenfurt studierte er an der Universität Wien Geschichte und Germanistik. 1973 schloss er sein Studium mit einer sub-auspiciis-Promotion ab. 1980 folgte seine Habilitation an der Johannes Kepler Universität Linz im Fach Neuere Geschichte und Zeitgeschichte. In dieser Zeit war er auch als Universitätsassistent tätig. 1981 wurde er außerordentlicher Professor in Linz, 1984 ordentlicher Professor für Allgemeine Zeitgeschichte unter Berücksichtigung außereuropäischer Länder und Kulturen an der Universität Graz. Ab 1990 war er an verschiedenen Universitäten Gastprofessor. Außerdem war er zusammen mit Rudolf G. Ardelt und Reinhard Kannonier wissenschaftlicher Leiter des Ludwig-Boltzmann-Instituts für Gesellschafts- und Kulturgeschichte (bis 1995 Ludwig-Boltzmann-Institut für die Geschichte der Arbeiterbewegung).
Konrad war mehrfach Dekan der geisteswissenschaftlichen Fakultät der Universität Graz, 1993 bis 1997 Rektor der Universität Graz, 1995 bis 1998 Vizepräsident der Österreichischen Rektorenkonferenz, seit 1999 bis heute Mitglied des deutschen Akkreditierungsrats, seit 2004 Member of the Board bei der European Association for Quality Assurance in Higher Education (ENQA), 2000 bis 2008 Präsident des Internationalen Forschungszentrums Kulturwissenschaften sowie Mitglied von Präsidien diverser Fachvereinigungen, Redaktionsmitglied von Fachzeitschriften und Jurymitglied von Preiskomitees.
Seine Forschungsprojekte sind vor allem Kultur- und Arbeitergeschichte, Nationale Fragen und Identität und die Strukturen von Wissenschaft und Forschung.
Konrad gilt als SPÖ-nah. In der Zeit als Rektor an der Uni Graz nutzte er ein Alltagsrad, das er büronah im Keller des Hauptgebäudes abstellte.

## Auszeichnungen
- 1975 Theodor-Körner-Preis
- 1980 Victor-Adler-Staatspreis
- 1996 Ehrendoktorat der Universität Shkodra, Albanien
- 1997 Großes Goldenes Ehrenzeichen des Landes Steiermark
- 2002 Preis der Stadt Wien für Geisteswissenschaften
- 2008 Willy und Helga Verkauf-Verlon Preis
- 2009 Großes Goldenes Ehrenzeichen für Verdienste um die Republik Österreich[3]
- 2018 Großes Goldenes Ehrenzeichen des Landes Steiermark mit dem Stern[4]
- 2023 Großer Josef-Krainer-Preis[5]
- 2023 Großes Goldenes Ehrenzeichen des Landes Kärnten

## Werke
Helmut Konrad hat in seinem Themenkreis eine Vielzahl von Werken veröffentlicht, darunter:
- Die österreichische Arbeiterbewegung vor dem Ersten Weltkrieg. Wien 1976, ISBN  978-3-203-50603-6
- Das Entstehen der Arbeiterklasse in Oberösterreich. 1981, 519 Seiten, ISBN 978-3-203-50775-0
- Neuere Studien zur Arbeitergeschichte: Zum Fünfzwanzigjährigen Bestehen des Vereins für Geschichte der Arbeiterbewegung. 3 Bände, Wien 1984, ISBN 978-3-203-50892-4
- Revolutionäres Potential in Europa am Ende des Ersten Weltkrieges. Die Rolle von Strukturen, Konjunkturen und Massenbewegungen. 1991, 174 Seiten, ISBN 978-3-205-05343-9
- Arbeiterbewegung in einer veränderten Welt. Wien 1992, ISBN 978-3-203-51180-1
- Urbane Leitkulturen, 1890–1914: Leipzig, Ljubljana, Linz, Bologna. gem. mit Reinhard Kannonier, 1995, 183 Seiten, ISBN 978-3-851-15214-2
- Am Ende der Gegenwart: Gedanken über globale Trends und regionale Auswirkungen. gem. mit Manfred Lechner 2000, 207 Seiten, ISBN 978-3-701-17431-7
- Krieg, Medizin und Politik: Der Erste Weltkrieg und die Österreichische Moderne. 2000, 429 Seiten, ISBN 978-3-851-65409-7
- Mapping Contemporary History II. 25 Years of Contemporary History Studies at Graz University. gem. mit Stefan Benedik, 2010, 390 Seiten, ISBN 978-3-205-78518-7
- Masao Nishikawa: Socialists and International Actions for Peace 1914–1923. 2010, 346 Seiten, ISBN 978-3-86596-296-6
- Die Erzählung der Landschaft. gem. mit Dieter A. Binder und Eduard Staudinger, 2010, 196 Seiten, ISBN 978-3-205-78186-8